# کالوین نت
کالوین نت (انگلیسی: Calvin Natt؛ زاده ۸ ژانویهٔ ۱۹۵۷) یک بازیکن بسکتبال است.